# Camillo Ruini
Camillo Ruini (Sassuolo, 19 de fevereiro de 1931) é um cardeal italiano, Vigário-Geral emérito para a Diocese de Roma.

## Sacerdócio
Estudou no Seminário de Reggio Emilia e na Pontifícia Universidade Gregoriana de Roma (doutorado em teologia).
Foi ordenado sacerdote em 8 de dezembro de 1954, em Roma. Continuou seus estudos, em Roma, de 1954 a 1957. Membro da faculdade do Seminário de Reggio Emilia, de 1957 a 1968. Membro da faculdade do Seminário Teológico Interdiocesano de Modena-Reggio Emilia, de 1968 a 1986; diretor, de 1968 a 1977. Membro da faculdade do Pontifício Seminário Acadêmico Teologia de Bologna, de 1977 a 1983. Na diocese de Reggio-Emilia, de 1975 a 1986, assessor diocesano dos médicos católicos; delegado episcopal para a Ação Católica; foi vigário episcopal para o apostolado secular; presidente do Centro Cultural Diocesano João XXIII; e presidente da consulta diocesana para a pastoral das escolas.

## Episcopado
Foi eleito, pelo Papa João Paulo II, bispo-titular de Nepte e bispo-auxiliar de Reggio-Emilia, em 16 de maio de 1983. Foi ordenado em 29 de junho de 1983, em Reggio Emilia, por Gilberto Baroni, Bispo de Reggio Emilia.
Foi secretário-geral da Conferência Episcopal Italiana, em 28 de junho de 1986. Assistiu a VIII Assembleia Ordinária do Sínodo dos Bispos, no Vaticano, de 30 de setembro a 28 de outubro de 1990; membro da secretaria geral, de 1990 a 1994. Promovido ao Arcebispado e nomeado pró-vigário geral de Roma e pró-arcipreste de Arquibasílica de São João de Latrão, em 17 de janeiro de 1991. Nomeado presidente da Conferência Episcopal Italiana, em 1991.

## Cardinalato
Criado cardeal-presbítero em 28 de junho de 1991, recebeu o barrete cardinalício e o título de Santa Agnese fuori le Mura, em 28 de junho de 1991. Cardeal Vigário geral de Roma, arcipreste da Arquibasílica de São João de Latrão, e Grão-chanceler da Pontifícia Universidade Lateranense, em 1 de julho de 1991.
Foi nomeado membro do Pontifício Conselho de Cardeais para o Estudo dos Problemas Organizativos e Econômicos da Santa Sé, em 15 de julho de 1991. Assistiu à I Assembleia Especial para a Europa do Sínodo dos Bispos, no Vaticano, de 28 de novembro a 14 de dezembro de 1991. Nomeado presidente da Peregrinatio ad Petri Sedem, em 29 de dezembro de 1992. Assistiu à IX Assembleia Ordinária do Sínodo dos Bispos, no Vaticano, de 2 a 29 de outubro de 1994. Enviado especial do Papa à abertura das celebrações pelo IV centenário do santuário da Virgem de Ghiara, em Reggio Emilia, Itália, em 29 de abril de 1996. Renunciou à presidência da Peregrinatio, em 2 de maio de 1996. Legado Papal ao XXIII Congresso Eucarístico Nacional, em Bologna, de 20 a 28 de setembro de 1997. Assistiu a II Assembleia Especial para a Europa do Sínodo dos Bispos, no Vaticano, de 1 a 23 de outubro de 1999. Enviado especial do Papa às celebrações conclusivas do sínodo das dioceses da Bielorrússia, Minsk, de 29 a 30 de setembro de 2000.
Em 14 de fevereiro de 2006 foi confirmado como presidente da Conferência Episcopal Italiana pelo Papa Bento XVI, posto em que serviu até março de 2007, quando foi substituído para o Cardeal Angelo Bagnasco.
Foi Vigário-Geral de Sua Santidade para a cidade de Roma até o dia 27 de junho de 2008, quando o Santo Padre nomeou para a mesma função o Cardeal Agostino Vallini.